# Sierra County (Kalifornien)
Das Sierra County ist ein County im US-Bundesstaat Kalifornien. Der Verwaltungssitz (County Seat) ist Downieville.

## Geographie
Das County liegt in der Sierra Nevada im US-Bundesstaat Kalifornien nordöstlich von Sacramento, an der Grenze zu Nevada und hat eine Gesamtfläche von 2491 Quadratkilometern. Davon sind 22 Quadratkilometer (0,89 Prozent) Wasserfläche. Es grenzt im Uhrzeigersinn an die Countys: Plumas County, Lassen County, Washoe County, Nevada County und Yuba County.

## Geschichte
Das Sierra County wurde 1852 aus Teilen des Yuba County gegründet. Den Namen hat das County von der Sierra Nevada.
11 Bauwerke und Stätten des Countys sind im National Register of Historic Places eingetragen.

## Demografische Daten

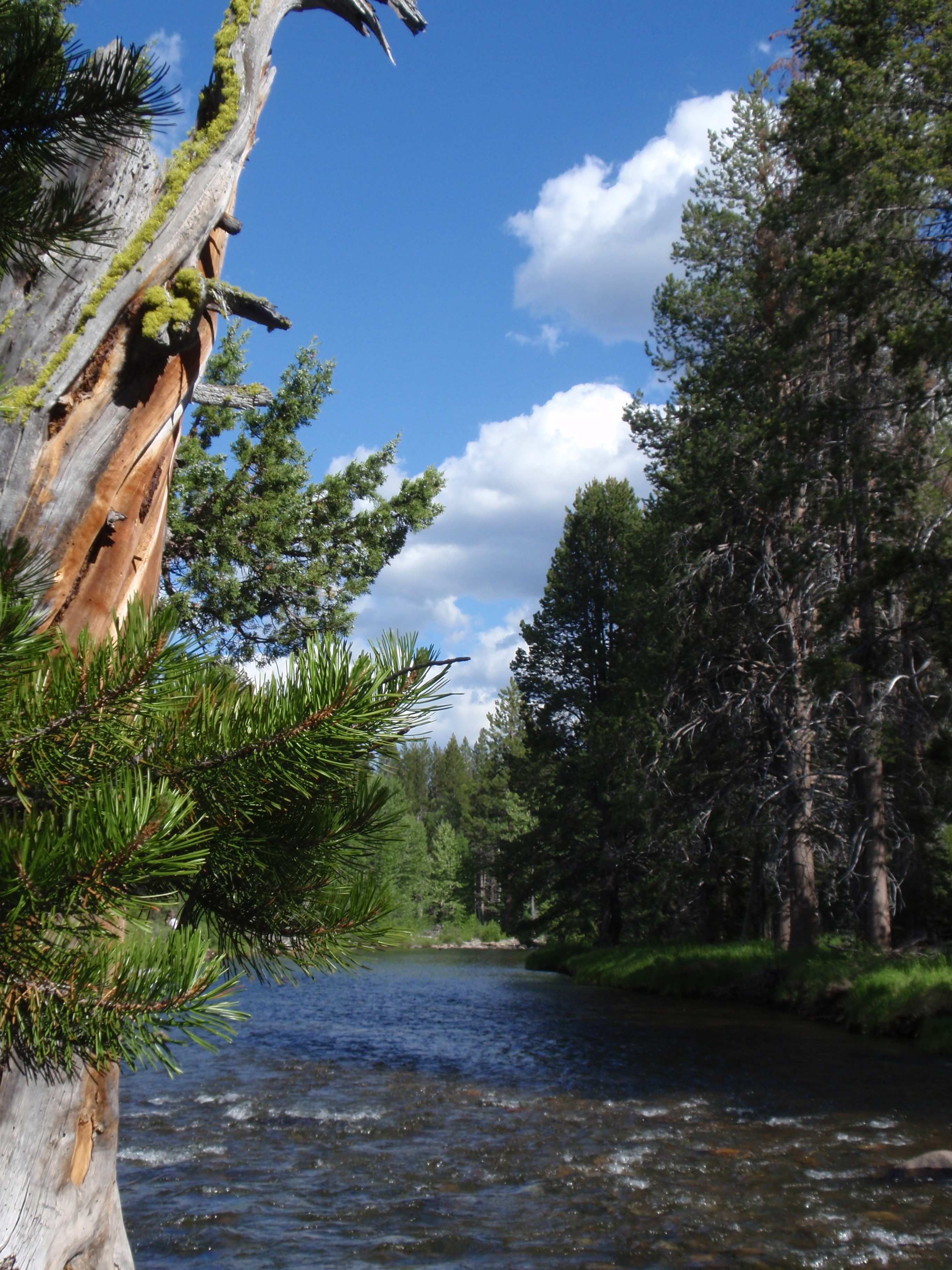
Oberlauf des Little Truckee Rivers

Alterspyramide des Sierra Countys (Stand: 2000)

Nach der Volkszählung im Jahr 2000 lebten im Sierra County 3555 Menschen. Es gab 1520 Haushalte und 986 Familien. Die Bevölkerungsdichte betrug 1 Einwohner pro Quadratkilometer. Ethnisch betrachtet setzte sich die Bevölkerung zusammen aus 94,18 % Weißen, 0,20 % Afroamerikanern, 1,88 % amerikanischen Ureinwohnern, 0,17 % Asiaten, 0,08 % Bewohnern aus dem pazifischen Inselraum und 1,04 % aus anderen ethnischen Gruppen; 2,45 % stammten von zwei oder mehr ethnischen Gruppen ab. 5,99 % der Bevölkerung waren spanischer oder lateinamerikanischer Abstammung.
Von den 1520 Haushalten hatten 27,60 % Kinder und Jugendliche unter 18 Jahre, die bei ihnen lebten. 53,10 % waren verheiratete, zusammenlebende Paare, 7,90 % waren allein erziehende Mütter. 35,10 % waren keine Familien. 29,00 % waren Singlehaushalte und in 11,50 % lebten Menschen im Alter von 65 Jahren oder darüber. Die Durchschnittshaushaltsgröße betrug 2,32 und die durchschnittliche Familiengröße lag bei 2,83 Personen.
Auf das gesamte County bezogen setzte sich die Bevölkerung zusammen aus 23,30 % Einwohnern unter 18 Jahren, 4,80 % zwischen 18 und 24 Jahren, 24,00 % zwischen 25 und 44 Jahren, 30,20 % zwischen 45 und 64 Jahren und 17,70 % waren 65 Jahre alt oder darüber. Das Durchschnittsalter betrug 44 Jahre. Auf 100 weibliche Personen kamen 102,00 männliche Personen, auf 100 Frauen im Alter ab 18 Jahren kamen statistisch 97,90 Männer.
Das jährliche Durchschnittseinkommen eines Haushalts betrug 35.827 USD, das Durchschnittseinkommen der Familien betrug 42.756 USD. Männer hatten ein Durchschnittseinkommen von 36.121 USD, Frauen 30.000 USD. Das Prokopfeinkommen betrug 18.815 USD. 11,30 % Prozent der Bevölkerung und 9,00 % der Familien lebten unterhalb der Armutsgrenze. 14,30 % davon waren unter 18 Jahre und 2,20 % waren 65 Jahre oder älter.

## Orte im County

### City
- Loyalton

### CDPs
- Alleghany
- Calpine
- Downieville
- Goodyears Bar
- Pike
- Sattley
- Sierra Brooks
- Sierra City
- Sierraville
- Verdi